# Paul Köttnitz
Paul Köttnitz (* 28. April 1875 in Hohenleuben; † 2. Dezember 1954 in Bamberg) war ein deutscher Oberregierungsrat und Heimatforscher.

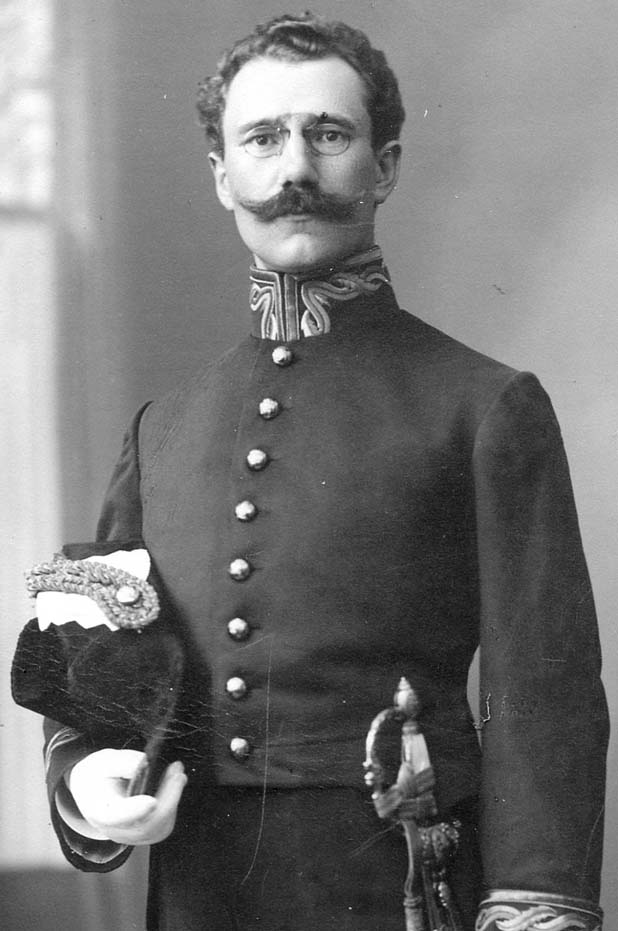
Paul Köttnitz 1906 in Bad Neustadt

## Leben
Seine Kindheit verbrachte Paul Köttnitz hauptsächlich in Greiz, wo sein Vater Leibarzt des Fürsten Heinrich XXII. von Reuß älterer Linie war. An der Universität München studierte er Rechtswissenschaften und schloss das Studium 1898 ab. Danach begann er seine Beamtenlaufbahn als Rechtsassessor in Bamberg beim Stadtmagistrat. Ab 1. September 1905 war er Bezirksamtsassessor in Bad Neustadt an der Saale. Wegen seiner Naturverbundenheit war er zur selben Zeit im Vorstand des Zweigvereines Neustadt des Rhönklubs engagiert. Schon in der frühen Phase in Bad Neustadt zeichnete er sich durch eine besondere Zuneigung zur Region Rhön-Grabfeld aus. So war er in der Stadt Bad Neustadt für frühe Entscheidungen zum Denkmalschutz verantwortlich. 1909 schenkte er dem damaligen Bürgermeister der Stadt, Otto Hahn, zum 71. Geburtstag ein einzigartiges Fotoalbum, in dem die Stadt Neustadt und die Rhön dargestellt wurden. Dieses Album ist bis heute im Besitz der Stadt und wird im Stadtarchiv Bad Neustadt aufbewahrt. 1912 wurde Köttnitz an das Bezirksamt Bamberg versetzt. Acht Jahre später folgte seine Ernennung zum Bezirksoberamtmann in Burglengenfeld. Am 1. Oktober 1929 wurde er Vorstand des Bezirksamtes Bamberg. Diesen Posten hatte er inne bis zu seiner Zwangsbeurlaubung am 1. Dezember 1933. Durch seine antifaschistische Grundhaltung hatte er sich bei den neuen Machthabern der NSDAP unbeliebt gemacht. Er galt als „Nazifresser“. Seine letzten Lebensjahre verlebte Köttnitz in Würzburg, wo er den großen Bombenangriff vom 16. März 1945 nur mit knapper Not überlebte. Wegen seiner vielen Verdienste erhielt er 1952 das Bundesverdienstkreuz. Am 2. Dezember 1954 brach Köttnitz in der Schalterhalle der Bayerischen Staatsbank in Bamberg tot zusammen.

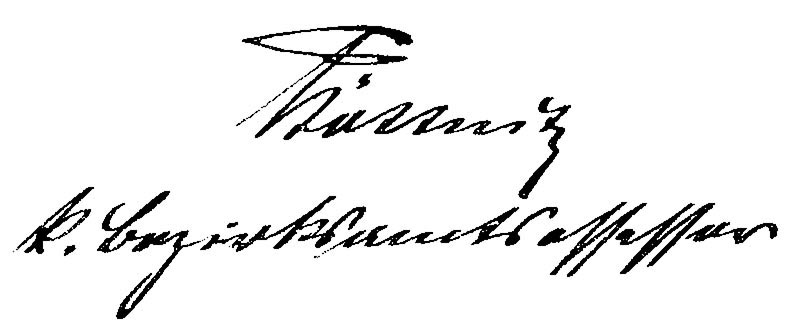
Unterschrift von Paul Köttnitz auf dem Fotoalbum von 1909 aus Bad Neustadt

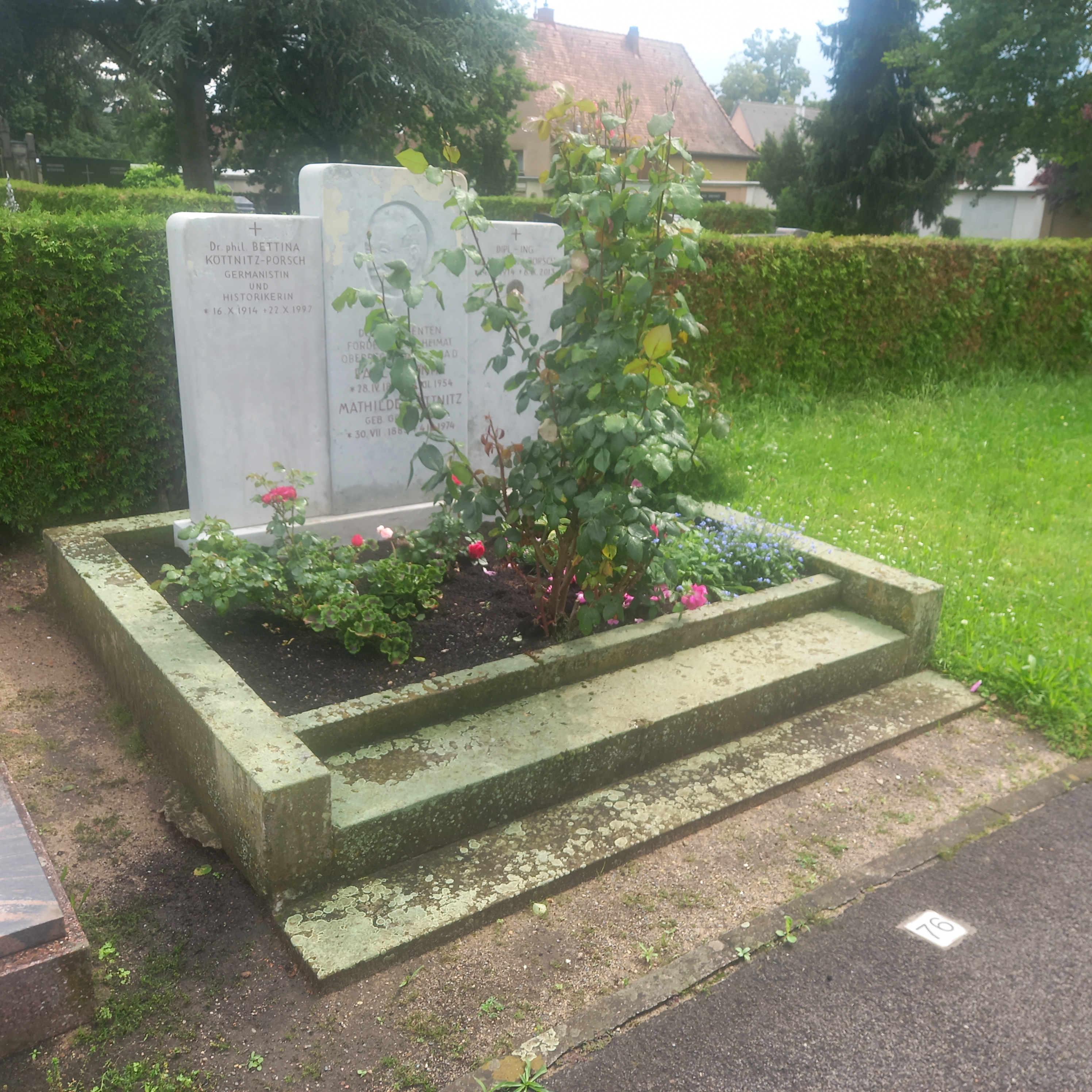
Das Grab von Paul Köttnitz im Familiengrab auf dem Hauptfriedhof in Bamberg

## Schriften
- Paul Köttnitz (Hrsg.), Historischer Verein Bamberg, 88. Bericht über die Jahre 1941–1947, Bamberg 1948
- Paul Köttnitz (Hrsg.), Historischer Verein Bamberg, 89. Bericht für 1948 und 1949, Bamberg 1950
- Paul Köttnitz, Der Zerstörungsangriff auf das Juliusspital in Würzburg am 19. Februar 1945, Frankenland Zeitschrift für fränkische Geschichte, Kunst und KulturZeitschrift für fränkische Landeskunde und Kulturpflege 47, Würzburg 1995, S. 101–102